# Guanyem Barcelona
Barcelona en Comú, catalansk for ”Barcelona i fællesskab” (tidligere Guanyem Barcelona - "Lad os Vinde Barcelona"), er en borgerplatform, hvis mål er at samle progressive sociale og politiske organisationer og at vinde kommunalvalget i Barcelona i 2015. En Comús politiske dagsorden, som er under udarbejdelse gennem en række deltagelsesbaserede processer på nettet og lokalt, inkluderer et forsvar for social retfærdighed og lokal selv-bestemmelse , en model for participativt demokrati, mekanismer for korruptionsbekæmpelse, og udvikling af en ny turisme-model for Barcelona.

## Baggrund og begyndelse
Barcelona en Comú opstod i forbindelse med den økonomiske, sociale og politiske krise i Spanien. Den bygger på praktiske erfaringer fra de stærke sociale bevægelser, som siden krisens begyndelse i 2007 har krævet ægte demokrati (”Real Democracia Ya!”), og bolig- og byrettigheder, og organiseret i mod finansiel spekulation og politisk korruption. F.eks. 15M-Bevægelsen , samt Plataforma de Afectados por la Hipoteca). De former for beslutningstagen, organisation og gensidig støtte, som blev diskuteret og udviklet i de basisdemokratiske bevægelser begyndte at antage en ny dynamik omkring Europaparlaments-valget i 2014. Fokus var ikke længere på at kritisere eller erstatte bestående regeringsformer udefra, men på at overtage og omforme de offentlige institutioner. Ved Europavalget vandt nye basisdemokratiske partier mere end 10% af stemmerne . I Catalonien blev stærke krav om uafhængighed fra den spanske stat formuleret fra både højre og venstre. . Blandt andet på grund af den dybe krise i det spanske politiske system bliver spørgsmålene om demokratisering og overtagelse af institutionerne formuleret i forbindelse med kommunalpolitik, snarere end i forbindelse med den spanske stat og regering. .
I Barcelona i foråret 2014 samledes derfor et bredt spektrum af sociale aktivister for at stifte en valgplatform. Kendte personer talte Ada Colau (tidligere talskvinde for boligretsbevægelsen PAH), Jaume Asans (advokat), Gerardo Pisarello (ekspert i forfatningsret), Gala Pin (social aktivist), und Joan Subirats (politolog). Ada Colau er gennem sit arbejde med PAH og mangfoldige tv-optrædener blevet en folkekær skikkelse i Spanien, og landsdækkende undersøgelser har vist, at hun er yderst populær blandt vælgerne. Hun er siden blevet Barcelona en Comús borgmesterkandidat til valget den 24 maj 2015. 

## Lancering og validerings-process
Over 2000 mennesker deltog i lanceringen af Guanyem-initiativet ved et offentligt møde på Colasso i Gil Skolen i Raval-kvarteret i Barcelona, den 26 juni 2014. .
Ved sin lancering præsenterede Guanyem ikke sig selv som et parti, men som et forslag. Derfra startede man en valideringsprocess for at vurdere, hvor meget støtte der var blandt Barcelonas indbyggere for forslaget om at skabe en forenet folkelig valgliste til 2015 byrådsvalget. Selvom 10.000 underskrifter ville være nok til at blive valgberettiget, valgte man i sit manifest Arkiveret 1. november 2017 hos  Wayback Machine en målsætning om 30.000 underskrifter. Dette mål blev nået midt i august, knap en måned før den egentlige deadline. . Som en del af valideringsprocessen holdt man også en række ”bydels-snakke” i 14 bydele, hvor talspersoner forklarede forslaget og lyttede til de lokale beboeres bekymringer og kommentarer.

## Organisationsmodel og strategi
Barcelona en Comú adskiller sig fra traditionelle partier på flere måder, og kalder sig derfor ikke et parti. Snarere end at basere sig på et program, som skal skabe enighed og enhed, satser man på at skabe et "sammenløb" (confluencia) af forskellige eksisterende aktører, og på at forhandle forskellighederne igennem en råds- og arbejdsgruppe-struktur. Samtidig referer ambitionen om at "vinde Barcelona" ikke kun til at vinde byrådsvalget, men til at vinde samfundet i bred forstand, dvs. at deltage i den demokratiske organisering og mobilisering af civilsamfundet. Dette præsenteres som to uadskillelige ben i Barcelona en Comús strategi. 

## Pujol-sagen
Den 2. September 2014, indledte Barcelona en Comús sammen med det Spanske parti Podemos et søgsmål mod Cataloniens mangeårige nu tidligere præsident, Jordi Pujol i Soley, og hans familie, for angiveligt at have deltaget i skatteunddragelse og korruption gennem flere årtier.
Barcelona en Comús talsmand Jaume Asans sagde i den forbindelse, at ”siden overgangen til demokrati i Spanien har Pujol Ferrusola familien været en del af en forretningsmodel, som har favoriseret familien og virksomheder tæt på den… Den nød straffrihed så længe Jordi Pujol blev ved med at støtte det herskende regimes partier (de konservative, Partido Popular, og de spanske socialdemokrater, PSEO), som de skiftedes til at have regeringsmagten. Dette er påvist ved, at den indledende eftersøgning af Banca Catalana (en bank ejet af Pujol-familien) blev lukket ned, og ved den tidlige anti-korruptionsdommer Carlos Jiménez Villarejos påstand om, at han blev beordret til ikke at eftersøge Pujol af socialdemokraterne."

## Politiske alliancer og andre Guanyem’er
Barcelona en Comús diskuterer muligheden for at skabe en samlet valgfront med fælles etiske standarder, med flere andre politiske partier (Partido X, Podemos Barcelona, CUP Barcelona, ICV-EUiA, Procés Constituent)..
Siden sin lancering, er talrige 'Guanyem/Ganemos' (Lad os vinde...') bevægelser blevet stiftet i andre spanske byer, herunder Madrid (Ahora Madrid), Malaga, Terrassa, Hospitalet og Sevilla.. Ingen af disse andre platforme er officielt tilknyttet Barcelona en Comú.

## Eksterne links
- Officiel hjemmeside
- Facebook
- Twitter
- Twitter liste over folk, som er aktive i Guanyem
- Tweets om Guanyem på engelsk